# Кађано
Кађано (итал. Caggiano) је насеље у Италији у округу Салерно, региону Кампанија.
Према процени из 2011. у насељу је живело 1512 становника. Насеље се налази на надморској висини од 743 м.

## Становништво
| 1951. | 1961. | 1971. | 1981. | 1991. | 2001. | 2011. |
| ----- | ----- | ----- | ----- | ----- | ----- | ----- |
| 3.516 | 3.393 | 3.061 | 3.167 | 3.173 | 3.011 | 2.803 |